# Ana Andrejevna Ahmatova

Ana Andrejevna Ahmatova [ána andréjevna ahmátova] (rusko А́нна Андре́евна Ахма́това), rojena Gorenko (Го́ренко), [s psevdonimom Ana Ahmatova, Ruska pesnica, pisateljica, literarna zgodovinarka, literarna kritičarka in prevajalka, * 23. junij (11. junij, ruski koledar) 1889, † 5. marec 1966.
Ahmatova je bila ena od najbolj priznanih ukrajinskih modernističnih pesnic. Njena dela obsegajo različne vrste pesniških del, od kratkih pesmi do pesniških ciklov, kot je tragična mojstrovina o času Stalinove vlade, Rekvijem (1935-40). Njen pesniški slog je izviren in se močno razlikuje od njenih sodobnikov. Stalinistična oblast je njena dela obsodila. Za razliko od mnogih drugih ustvarjalcev tega obdobja se Ahmatova ni odločila za izselitev iz Rusije, temveč je ostala in postala priča grozotam režima. Ahmatova je dolga leta preživela v nenaklonjenosti režima. Nikolaja Gumiljova, njenega prvega moža, je usmrtila sovjetska tajna policija, njen sin Lev Gumiljov in njen tretji mož Nikolaj Punin pa sta preživela mnogo let v delovnem taborišču, kjer je Punin tudi umrl.

## Zgodnje življenje in družina
Rodila se je v odeški četrti Bolšoj Fontan (Velika Fontana) v družini pomorskega inženirja. Njena starša sta bila Andrej Gorenko in Ina Erazovna. Ko je bilo Ahmatovi manj kot eno leto, se je družina leta 1890 preselila v Carsko selo (danes Puškin) pri Peterburgu, kjer se je izobraževala. Starša sta se ločila leta 1905.
Leta 1903 je Ahmatova spoznala pesnika Gumiljova, ki se je vanjo v trenutku zaljubil. Med svojim študijem v Parizu je Gumiljov sodeloval pri urejanju literarnega časopisa Sirius, kjer je bila prvič objavljena tudi pesem Ane Ahmatove. Aprila leta 1910 sta se Gumiljov in Ahmatova poročila. Par je poročno potovanje preživel v Parizu, kjer je Ahmatova spoznala umetnika Amedea Modiglianija. Pesmi je začela pisati pri enajstih letih. Nanjo so vplivali: Racine, Puškin in Baratinski. Ker oče ni hotel, da bi objavljala pesmi pod njegovim »uglednim« imenom, je za psevdonim prevzela priimek svoje tatarske stare matere.
Kmalu po poroki je Gumiljov odšel na potovanje v Afriko in Etiopijo. Ahmatova je v času njegove odsotnosti napisala veliko večino pesmi iz svoje prve pesniške zbirke Večer. Par se je po njegovi vrnitvi preselil v Pariz, kjer je bilo nekaj pesmi Ane Ahmatove objavljene v različnih literarnih revijah. Ko sta se vrnila v Carsko selo, je Gumiljov skupaj s pesnikom Sergejem Gorodetskim ustanovil Združenje pesnikov. Poleg Gumiljova in Gorodetskega je bilo v Združenju še trinajst mladih pesnikov, med njimi tudi Ahmatova in Mandelštam. Prvega sestanka se je udeležilo tudi nekaj drugih pesnikov in francoskih učenjakov, med njimi tudi Aleksander Blok. Med enim od sestankov je nastal izraz, ki je opisoval njihovo pesništvo, akmeizem. S tem izrazom so se obrnili od simbolizma, saj predstavlja jasnost v nasprotju s simbolistično nejasnostjo. Akmeizem pri kritikih ni dobil veliko podpore. Akmeiste, predvsem Ahmatovo,Mandelštama in Gumiljova, je vodilo prepričanje, da bežanje v drug svet ni smiselno, pomembna sta le tukaj in zdaj.

## Mladostno obdobje
Kljub rojstvu sina Leva oktobra 1912, se je odnos med Ahmatovo in Gumiljovim slabšal. Ker se je zavedala svojih materinskih pomanjkljivosti, se je Ahmatova odločila pustiti otroka pri Gumiljovi materi.
Spomladi leta 1912 je Ahmatova izdala svojo prvo pesniško zbirko z naslovom Večer. Zbirka je izšla v 300 izvodih in je bila pri kritikih dobro sprejeta. Večina pesmi je nastala med Gumiljovo odsotnostjo, tako da ni presenetljivo, da večina pesmi govori o osamljenosti in neljubljeni ženski. Pesmi iz tega časa so jedrnate, prozne in spominjajo na prozo Tolstoja, v svoji jedrnatosti pa na Puškina. Veliko kritikov jih je označilo za popolne, vendar je bila ravno ta popolnost njihova največja težava, saj so pesmi kmalu postale ponavljajoče. Okoli Ahmatove je nastal krog pesnikov, slikarjev in kiparjev, ki jih je prevzela njena posebna lepota in ki so do konca njenega življenja ustvarili več njej posvečenih del. Med pesniki, ki jih je Ahmatova prevzela so bili tudi Mandelštam, Blok in Cvetajeva.
Marca leta 1914 je izdala novo pesniško zbirko Molek (rožni venec), ki pa pri kritikih ni vzbudila tolikšne hvale kakor njena prva zbirka, saj so ji očitali neizvirnost in ponavljanje. Nasprotno pa je bila zbirka zelo dobro sprejeta med bralci. Leta 1914 se je začela vojna, ki je globoko vplivala na Ahmatovo. Ahmatova je februarja leta 1916 spoznala umetnika Borisa Anerpa, s katerim je začela razmerje. Veliko pesmi v njeni tretji zbirki, Bela jata (1917), je ljubezenskih pesmi, ki govorijo o njem, v njej pa najdemo tudi podtone groze, ki jo je povzročila vojna.
Po revoluciji leta 1917 je mnogo ljudi pobegnilo iz Peterburga. Ahmatova se jim je prvotno želela pridružiti, vendar se je vseeno odločila ostati v Rusiji. Tega leta je tudi napisala pesem, ki je jasno opisala njene občutke glede bežanja pred rusko revolucijo. Mnogo ljudi je pesem globoko ganila in Ahmatovi prinesla še večjo slavo. Leta 1918 se je Ahmatova dokončno ločila od Gumiljova. Kmalu za tem se je poročila z asiriologom Vladimirjem Šilejkom. Ahmatova se je v zakonu počutila ujeto in je začela razmerja z Mihailjem Zimmermanom in s skladateljem Arthurjem Louriém.

## 1920. in 1930. leta
V dvajsetih letih 20. stoletja se je rešila Šilejkovega nadzora in zopet začela intenzivno pisati. Tako je leta 1921 napisala vsaj petindvajset pesmi, v katerih pa lahko zaznavamo nov podton groze. Avgusta leta 1921 je namreč umrl enainštirideset let star Aleksander Blok, kmalu nato pa so Gumiljova aretirali in ustrelili zaradi domnevnega sodelovanja pri anti-boljševiški zaroti.
Boljševiški poboji so pustili močan pečat na ruskih izobražencih. Krog akmeistov se je razbil, Ahmatovo in njenega sina Leva pa je v nevarnost spravljalo sorodstvo z Gumiljovim. Značilnost pesmi Ane Ahmatove, v katerih se je zgledovala po klasičnih oblikah in se ozirala nazaj v preteklost, kakor tudi teme, s katerimi se je ukvarjala, so obveljale za nevarne.
Ahmatova je leta 1922 izdala zbirko Anno Domini MCMXXI. Odziv na revolucijo, ki ga lahko zasledimo v njenih pesmih je zelo iskren. Kot v večini njenih prejšnjih pesmi, je za pisanje uporabila svoja doživljanja in izkušnje, ter jih poskušala vpeti v širše sočasne dogodke. Anno Domini MCMXXI in zvezek pesmi Trpotec sta bili zadnji deli, ki jih je Ahmatova uspela objaviti pred letom 1940. Leta 1925 je komunistična partija začela z neuradno prepovedjo objavljanja del Ane Ahmatove. Prepoved sicer nikoli ni bila javna in uradna, vendar v Sovjetski zvezi naslednjih petnajst let ni bilo objavljenega nobenega njenega dela. 
Zaradi prepovedi objavljanja, se je Ahmatova posvetila akademskemu preučevanju Puškina in arhitekture Sankt Peterburga. Medtem ko je živela s kritikom Nikolajem Puninom, njegovo prvo ženo Anno Arens in njuno mlado hčerko Iro, je Puninu pomagala pri pisanju predavanj in zanj prevajala odlomke iz angleščine, italijanščine in francoščine. Leta 1928 se je Ahmatova tudi uradno ločila od Šilejka. Med vladavino terorja se je Ahmatova odločila postati glas vseh, ki so trpeli, in njihove občutke izraziti skozi svoje izkušnje. Sin Lev Gumiljov je bil leta 1938 že tretjič aretiran, vendar ga tokrat niso izpustili že po nekaj dnevih ali tednih, ampak je bil zaprt sedemnajst mesecev. Ahmatova je v tem času vsak dan ure in ure stala v dolgi vrsti ljudi pred zaporom in upala na novice o svojem sinu. To je bil čas, ko je nastala večina pesmi iz cikla pesmi Rekvijem

## 1939-1960
Leta 1940 je oblast zopet dovolila objavljanje del Ane Ahmatove. V zgodnjem poletju leta 1940 je izdala zbirko Iz šestih knjig. Konec leta 1941 so se oblasti odločile, da njo, Pasternaka in Fedina evakuirajo iz Leningrada v Taškent. Tik pred odhodom, leta 1940, je začela pisati svojo tragično epsko pesnitev Pesnitev brez junaka, ki je bila končana šele leta 1962. Po vrnitvi v Leningrad je napisala nekaj bolj patriotskih pesmi, ki so bile objavljene v več časopisih in revijah. Do leta 1946 so se njene pesmi redno pojavljale v časopisih, a to se je spremenilo, ko je Komunistična partija objavila resolucijo, s katero je cenzurirala reviji Zvezda in Leningrad, zaradi objavljanja nevarnih, apolitičnih del Ane Ahmatove in Mihaila Zoščenka. Kot posledica tega so objave njenih pesmi ponehale, oba z Zoščenkom pa sta bila tudi izključena iz Zveze pisateljev. Leta 1949 so znova aretirali Nikolaja Punina in Leva Gumiljova. V strahu za življenje svojega sina je Ana Ahmatova v naslednjih letih napisala cikel pesmi v podporo Stalinu. Kljub temu je Lev ostal zaprt do leta 1956, Punin pa je v zaporu umrl. Ahmatovo so po Stalinovi smrti vedno bolj sprejemali v javno življenje. V prihodnjih letih je bilo izdanih več njenih zbirk, najprej leta 1958 zbirka Pesmi, njene pesmi pa so bile znova redno objavljane v revijah in časopisih. Zbirki Pesmi je tri leta kasneje sledila zbirka Pesmi (1909–1960), najbolj popolna zbirka pesmi pa je izšla leta 1965, pod naslovom Beg časa.

## Zadnja leta
V poslednjih letih njenega življenja so poezijo Ane Ahmatove še vedno cenzurirali, vendar je oblast ni več blokirala pri objavljanju. Poleg pesmi je pisala tudi svoje spomine in se še naprej ukvarjala s Puškinom, napisala pa je tudi kratke spomine o Modiglianiju. V poletnih mesecih je Ahmatova živela v dači blizu pisateljske kolonije v Komarovu, kjer sta zanjo skrbela Lev Arens in njegova žena in kjer je sprejemala tuje obiskovalce. Tam jo je leta 1962 obiskal ameriški pesnik Robert Frost. Ahmatova je leta 1964 dobila italijansko literarno nagrado in odpotovala na Sicilijo, da bi jo prejela. To je bilo njeno prvo potovanje v tujino po letu 1912. Leta 1965 je Ahmatova odpotovala v Anglijo, kjer je na univerzi v Oxfordu prejela častni doktorat iz literature.
Jeseni leta 1965 je Ahmatova imela nov srčni napad. Konec februarja leta 1966 je zapustila bolnišnico in se skupaj s prijateljico Nino Olškajevo, ki je okrevala od kapi, odpravila na okrevanje v dom nedaleč od Moskve. 5. Marca 1966, le nekaj dni po prihodu v dom, je Ahmatova umrla zaradi odpovedi srca. Ahmatova je bila pokopana v Leningradu. Na njen pogreb je prišlo na stotine ljudi, uradni del, ki je potekal v prostorih Pisateljskega združenja pa so spremljali mediji.

## Dela in teme
Prva dela Ane Ahmatove kažejo na njen značilen pesniški jezik. Njene pesmi so kratke, redko presežejo dolžino treh ali štirih kitic. Stavki so kratki in občasno ne vsebujejo niti glagola. Ko se je Ahmatova leta 1910 pridružila skupini akmeistov, je bila njihova skupna ideja delovanje v nasprotju s simbolisti. Življenje v svoji konkretnosti in opisovanje na nemističen, nepovzdignjen način, jim je predstavljal način za nasprotovanje misterioznemu in spiritualnemu pisanju simbolistov. Te ideje je Ahmatova najbolj izrazila v svojih prvih pesniških zbirkah, Večer (1912) in Rožni venec (1914). V večini svojih zgodnjih zbirk se je ukvarjala predvsem s tematiko ljubezni. V svojih pesmi je tematiko črpala predvsem iz svojega lastnega življenja. Za izražanje osebnih izkušenj v svojih pesmih je pogosto uporabljala motive mitoloških žensk in boginj. Bolj politične in patriotske pesmi je začela pisati med prvo svetovno vojno. Njene najbolj politične pesmi so nastale po tem, ko so zaprli njenega sina Leva Gumiljova. Pesmi, v katerih je govorila z glasovi tisočih žensk in skozi svoje izkušnje opisala tudi njihove, so vključene v cikel Rekvijem, ki je kot samostojna zbirka brez njene vednosti izšla leta 1964 v Münchnu. Največji odstop od njenega uveljavljenega načina pisanja je viden v Pesnitvi brez junaka. Tragični ep, ki je nastajal več kot dvajset let, je poln citatov tako drugih del Ahmatove, kot tudi del drugih avtorjev, v njem se pogosto spreminjajo teme in je polna nenadnih prehodov. Čeprav je delo zaradi tega težje razumljivo in berljivo kot njena druga, jasna, čista dela, pa je v Pesnitvi brez junaka jasnost in minimalističnost nadoknadila z intenzivnostjo.

## Nagrade in priznanja
1964 nagrada Etna Taormina
1965 častni doktorat Univerze v Oxfordu

## Pesniške zbirke
1912 Večer (Večer)
1914 Četki (Rožni venec)
1917 Belaja Staja (Bela jata)
1921 Podorožnik (Trpotec)
1921 Anno Domini MCMXX
1940 Iz šestih knjig (umaknjeno iz izdaje tik pred izidom)
1965 Beg vremeni (Beg časa)
Slovenske izdaje:
1989 Ana Ahmatova (spremna beseda Tone Pavček) (COBISS)
2004 Ana Ahmatova (dvojezična izdaja) (COBISS)
2009 Pesmi. Ana Ahmatova (miniaturna izdaja)(COBISS)